# Tchi (peuple)
Les Tchi, Tshi, Tchwi ou Oji (ou Minas au Brésil) sont un groupe de personnes vivant sur la Côte de l'Or du Ghana. Les principaux d'entre eux sont les Ashantis, les Fantis, les Akims et les Aquapems. Leur langue commune est le tchi, d'où ils tirent leur nom de famille,,.